# Berka vor dem Hainich
Berka vor dem Hainich település Németországban, azon belül Türingiában. Lakosainak száma 696 fő (2023. december 31.).

## Népesség
A település népességének változása:
| Lakosok száma | 784  | 753  | 746  | 721  | 723  | 696  |
|               | 2014 | 2017 | 2019 | 2021 | 2022 | 2023 |